# 함열초등학교
함열초등학교는 대한민국 전북특별자치도 익산시 함열읍 와리에 있는 공립 초등학교이다.

## 학교 연혁
- 1929년 5월 4일 함열공립보통학교(4년제) 개교
- 1937년 4월 1일 6년제로 개편
- 1938년 4월 1일 함열제일공립심상소학교로 개칭[1]
- 1941년 4월 1일 함열남공립국민학교로 개칭[2]
- 1946년 7월 1일 함열국민학교로 개칭
- 1996년 3월 1일 함열초등학교로 개칭[3]
- 2018년 2월 9일 제88회 졸업(총 14,934명)
- 2018년 3월 1일 17학급 편성(일반학급 15, 특수학급 2), 유치원 2학급 편성
- 2018년 3월 1일 제33대 정현욱 교장 부임
- 2019년 2월 15일 제89회 졸업(총 14,989명)
- 2019년 3월 1일 16학급 편성(일반학급 15, 특수학급 1), 유치원 2학급 편성
- 2020년 2월 7일 제90회 졸업(총 15,047명)
- 2020년 3월 1일 15학급 편성(일반학급 14, 특수학급 1), 유치원 2학급 편성

## 학교 상징
- 우리 학교 꽃 - 철쭉 : 이른 봄 학교 정원을 가득 메운 철쭉은 함열어린이들의 밝고 활기찬 기상을 의미
- 우리 학교 나무 - 소나무 : 늘 푸른 상록수로 함열어린이들의 강인한 체력과 푸른 꿈을 의미
- 우리 학교 색 - 청색 : 안정적이며 꿈과 희망이 활기찬 학교상을 의미

## 참고 자료
- 함열초등학교 - 한국교육학술정보원 학교알리미